# Electronic Brakeforce Distribution
Electronic Brakeforce Distribution (w skrócie: EBD, z ang. „elektroniczny rozdział siły hamowania”) – w celu maksymalnego skrócenia drogi hamowania układ EBD automatycznie reguluje siłę hamowania przednich i tylnych oraz prawych i lewych kół. Wyraźnie skraca drogę hamowania przy utrzymaniu stabilności nawet w razie gwałtownego hamowania lub hamowania na zakręcie.

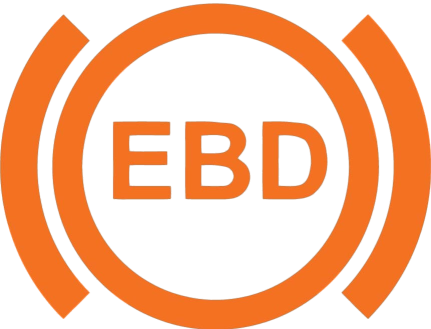
kontrolka układu EBD

Problem nierównomiernego hamowania kół przednich do tylnych (pojazdu do przyczepy) znano już od dawna, samochody posiadają układy statyczne (działające cały czas) zmniejszające hamowanie osi mniej obciążonej. W niektórych samochodach (szczególnie dostawczych) instalowane są układy mechaniczne dobierające siłę hamowania tylnej osi w zależności od jej obciążenia. Ale dopiero układy elektroniczne w połączeniu z kontrolą obrotu kół tak, jak w ABS, umożliwiają dobranie sił hamowania dla każdego koła w zależności od obciążenia pojazdu, jak i warunków drogowych.
W tym momencie jest to standardowe wyposażenie wielu samochodów (wraz z systemem ABS).